# Serafín, el pinturero
Serafín, el pinturero o Contra el querer no hay razones es sainete lírico en dos actos, divididos en cuatro cuadros, con libreto de Carlos Arniches y Juan Gómez Renovales, con música de Luis Foglietti Alberola y Celestino Roig y estrenado en 1916.

## Argumento
En el barrio madrileño de Embajadores, Serafín es un chulapo, orgulloso de su éxito entre las mujeres. Conoce a Jesusa, que se enamora del galán. Sin embargo, la fama de mujeriego lo aparta de él y accede, empujada por sus padres, a las decentes proposiciones de Don Lucio, viejo y rico. La muchacha, sin embargo, termina renunciando al señor Lucio para volver con su amado, que promete sentar la cabeza.

## Representaciones destacadas
- Teatro Apolo, 13 de mayo de 1916. 
  - Intérpretes: Casimiro Ortas, Consuelo Mayendía, José Moncayo, Rosario Leonís, Carmen Sobejano, Carlos Rufart.
- La Corrala, Madrid, 1993.
  - Adaptación: Lauro Olmo.
  - Dirección: José Osuna.
  - Intérpretes: Rosa Valenty, Carmen Rossi, Pedro Peña, Pablo Leoz, Estrella Blanco, José Luis Gago.
- Jardines del Teatro Galileo, Madrid, 2002.
  - Dirección: Manuel Canseco.
  - Intérpretes: Luis Varela, Estrella Blanco, Amelia Font, Francisco Hernández.